# Aazheimerhof

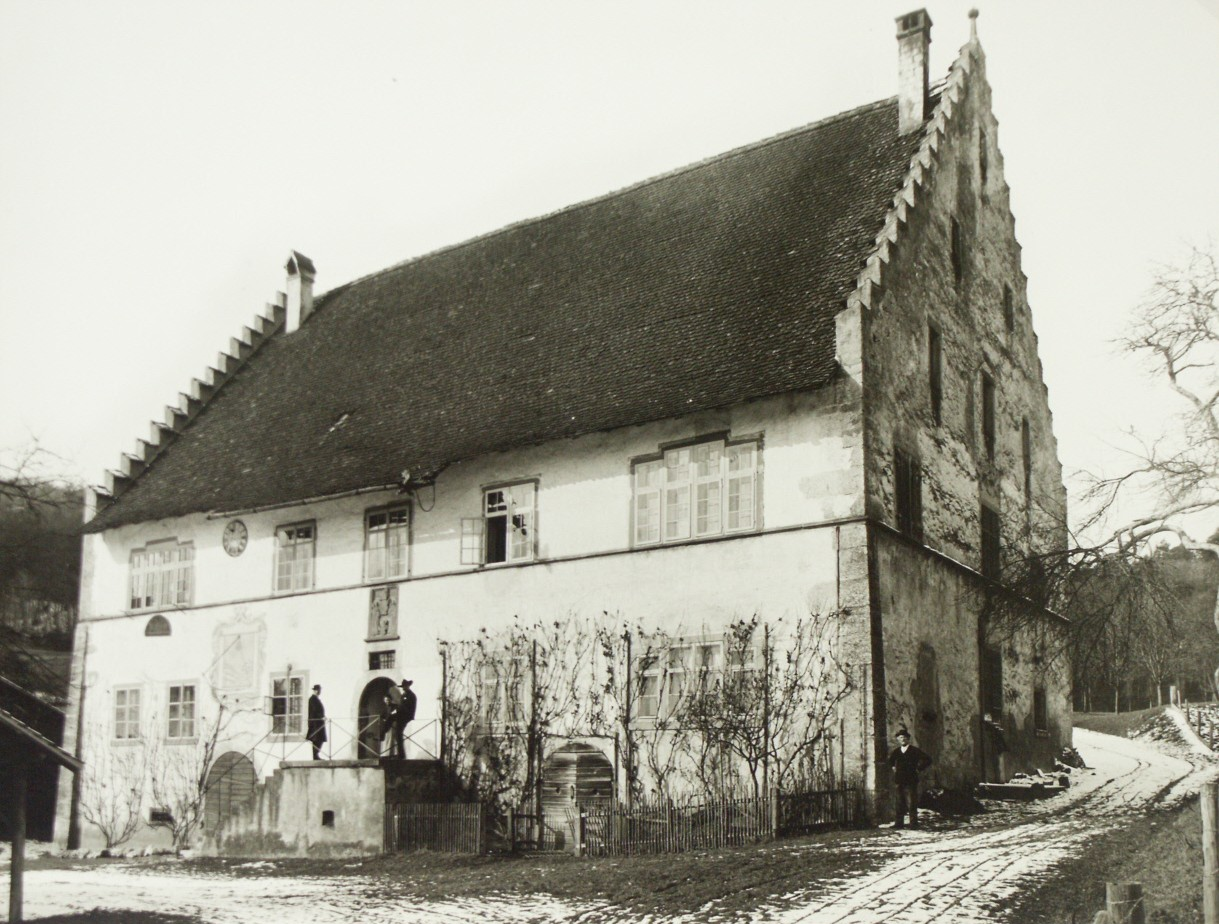
Aazheimerhof (1909)

Der Aazheimerhof bezeichnet ein Kulturdenkmal in Neuhausen am Rheinfall im Kanton Schaffhausen, Schweiz. Der 1598–1701 erbaute spätgotische Landsitz ist im Kulturgüterschutz-Inventar der Schweiz als «Kulturgut von kantonaler Bedeutung» (B-Objekt, KGS-Nr. 4343) klassifiziert und prägt einen Hof im äusserten Westen der Stadt.

## Lage
Das Gebäude mit der Nummer «112» steht in leichter Hanglage am Ende der Langrietstrasse. Die Staatsgrenze nach Deutschland liegt etwa 600 Meter südlich. Nordnordwestlich des Hofs liegt oberhalb der «Neuwisen» das Naturschutzgebiet Bohnerzgruben Färberwiesli.

## Geschichte
Aazhain wurde erstmals 1304 urkundlich erwähnt. Von 1429 bis 1556 kam das Dorf mit grossem Landbesitz an das Heiliggeist-Spital in Schaffhausen. Das Kloster Rheinau erwarb 1556 die nur noch als Hof bezeichnete Ortschaft. Johann Theobald Werlin liess 1588 Ökonomiegebäude errichten. Abt Gerold Zurlauben (Gerold der Erste) erbaute von 1598 bis 1601 den Landsitz.
Der Aazheimerhof kam 1838 wieder an das Heiliggeist-Spital – nach anderen Angaben wurde das gesamte Anwesen am 1. Oktober 1838 von der Stadt Schaffhausen, Neuhausen und Hallau gemeinschaftlich für 66'400 Gulden ersteigert. Im Jahr 1875 kommt der Hof an die Bürger- und 1936 an die Einwohnergemeinde Schaffhausen.
Der landwirtschaftliche Teil wird seit 1909 in vierter Generation als Pachtbetrieb bewirtschaftet.

## Beschreibung
Das zweigeschossige Herrschaftshaus wird von Treppengiebeln flankiert. Das erhöhte Hauptportal zeigt über dem Oblicht eine steinerne Wappentafel der beiden Rheinauer Äbte mit der Jahreszahl «1598». Eine Kassettendecke mit Wappen ist mit «1601» datiert. Die ältere Zehntscheune steht ebenfalls unter Schutz.

## Belege
1. ↑  schwyn-aazheimerhof.ch: Unser Hof – Geschichte (Abgerufen am 30. November 2021)
2. ↑  Das Datum «1901» ist ein Zahlendreher, korrekt ist «1601».

Koordinaten: 47° 40′ 20″ N, 8° 35′ 6″ O; CH1903: 686095 / 280807